# Liste des évêques de Chiusi
Cette liste recense les noms des évêques qui se sont succédé à la tête du diocèse de Chiusi. En 1772, le diocèse de Chiusi est uni aeque principaliter avec celui de Pienza. En 1975, Alberto Giglioli est nommé évêque de Montepulciano et évêque de Chiusi et Pienza, unissant les trois sièges in persona episcopi. La pleine union est établie le 30 septembre 1986 par le décret Instantibus votis de la Congrégation pour les évêques. La nouvelle circonscription ecclésiastique prend le nom de diocèse de Montepulciano-Chiusi-Pienza et devient diocèse suffragant de l'archidiocèse de Sienne-Colle di Val d'Elsa-Montalcino.

## Évêques de Chiusi
- Lucio Petronio Destro (?-322)
- Saint Florentin (mentionné en 559)
- Ecclesio (600-604)
- Marcellino (mentionné en 649)
- Teodoro (676-680)
- Arcadio (729-743)
- Gisolfo (mentionné en 752)
- Andrea (mentionné en 826)
- Teobaldo Ier (mentionné en 835 et en 845)
- Taceprando (mentionné en 850)
- Liutprando (mentionné en 861)
- Anonyme (fin du IXe siècle)
- Cristiano (mentionné en 911)
- Luto (967-968)
- Arialdo (998-1021)
- Guido Ier (1027-1038)
- Guido II (mentionné en 1055)
- Pietro II (mentionné en 1058)
- Giovanni (mentionné en 1059)
- Lanfranco Bovacciani (1065-1098)
- Pietro III (1112-1127)
- Martino (1146-1147)
- Uberto (mentionné en 1159)
- Ranieri Ier (mentionné en 1176)
- Leone (mentionné en 1179)
- Teobaldo II (1191-1196)
- Gualfredo (1200-1215) déposé
- Ermanno (1215-1230)
- Pisano (1231-1237)
- Benedetto (mentionné en 1243)
- Graziano (1243-1245)
- Frogerio (?-1248) nommé évêque de Pérouse
- Pietro IV (mentionné en 1250)
- Ranieri II (1260-1273)
- Pietro V (1273-1299)
- Matteo de Medici, O.P (1299-1313)
- Matteo Orsini, O.F.M (1317-1322)
  - Leonardo Fieschi (1322-1327) administrateur apostolique
- Ranieri III, O.S.B.Vall (1327-1342)
- Angelo (1343-?)
- Francesco degli Atti (1348-1353) nommé abbé du Mont-Cassin
- Biagio, O.Cist (1353-1357)
- Biagio Geminelli (1357- ?)
- Giacomo Tolomei, O.F.M.Conv (1383-1384) nommé évêque de Grosseto
- Clemente Cennino (1384-?)
- Matteo III (1388-1393)
- Edoardo Michelotti, O.F.M (1393-1404) nommé évêque de Pérouse
- Antonio Ier, O.S.B (1404-1410) déposé
- Biagio Ermanni (1410-1418)
- Pietro Paolo Bertini (1418-1437)
- Alessio de Cesari (1438-1462) nommé archevêque de Bénévent
- Giovanni Chinugi (1462-1462) nommé évêque de Montalcino et Pienza
- Gabriele Piccolomini, O.F.M (1463-1483)
- Lorenzo Mancini (1483-?)
- Antonio II (1490-1497)
- Sinolfo di Castel Lotario (1497-1503)
- Bonifacio di Castel Lotario (1503-1504)
- Niccolò Bonafede (1504-1533)
- Bartolomeo Ferratini (1534-1534)
- Gregorio Magalotti (1534-1537)
  - Guido Ascanio Sforza di Santa Fiora (1538-1538) administrateur apostolique
- Giorgio Andreasi (1538-1544) nommé évêque de Reggio d'Émilie
  - Bartolomeo Guidiccioni (1544-1545) administrateur apostolique
- Giovanni Ricci (1545-1554)
- Figliuccio de Figliucci (1554-1558)
- Salvatore Pacini (1558-1581)
- Masseo Bardi, O.F.M (1581-1597)
- Ludovico Martelli (1597-1601)
- Fausto Mellari (1602-1607)
- Orazio Spannocchi (1609-1620)
- Alfonso Petrucci (1620-1633)
- Giovanni Battista Piccolomini (1633-1637)
- Ippolito Campioni (1637-1647)
- Carlo de' Vecchi (1648-1657)
- Alessandro Piccolomini (1657-1661)
  - Siège vacant (1661-1664)
- Marco Antonio Marescotti (1664-1681)
- Lucio Borghesi (1682-1705)
- Gaetano Maria Bargagli, O.S.B (1706-1729)
- Giovanni Battista Tarugi (1729-1735)
- Pio Magnoni (1736-1747) nommé évêque de Montepulciano
- Giustino Bagnesi, O.S.B.Oliv (1748-1772) nommé évêque de Chiusi et Pienza

## Évêques de Chiusi et Pienza
- Giustino Bagnesi, O.S.B.Oliv (1772-1775)
- Giuseppe Pannilini (1775-1823)
- Giacinto Pippi (1824-1839)
  - Siège vacant (1839-1843)
- Giovanni Battista Ciofi (1843-1870)
  - Siège vacant (1870-1872)
- Raffaele Bianchi (1872-1889)
- Giacomo Bellucci (1889-1917)
- Giuseppe Conti (1917-1941)
- Carlo Baldini, O.M.D (1941-1970) aussi administrateur apostolique du diocèse de Montepulciano
  - Siège vacant (1970-1975)
  - Mario Jsmaele Castellano est nommé administrateur apostolique et en même temps archevêque de Sienne
- Alberto Giglioli (1975-1986) nommé évêque de Montepulciano-Chiusi-Pienza

## Évêques de Montepulciano-Chiusi-Pienza
- Alberto Giglioli (1986-2000)
- Rodolfo Cetoloni, O.F.M (2000-2013) nommé évêque de Grosseto
- Stefano Manetti (2014-)

## Sources
- http://www.catholic-hierarchy.org